# Антонио Конте
Антонио Конте (итал. Antonio Conte; 31. јул 1969), италијански фудбалски тренер и бивши фудбалер и репрезентативац, тренутно тренер италијанског прволигаша Наполија.

## Каријера

### Играчка
Каријеру је почео у дресу Лечеа, одакле 1991. прелази у Јувентус где остаје до краја каријере 2004. године. Током 13 година у Јувентусу, Конте је сакупио импресивну листу признања: пет титула Серије А, четири италијанска Суперкупа и по један италијански куп, Интерконтинентални куп, Лигу шампиона, европски Суперкуп и Куп УЕФА.
За репрезентацију Италије је играо од 1994. до 2000. и за то време одиграо 20 утакмица уз два постигнута гола. Био је члан репрезентације на Светском првенству 1994. и на Европском првенству 2000.

### Тренерска
Конте је тренерску каријеру почео у Арецу, водио је касније Бари, Аталанту и Сијену, а потом је са Јувентусом за три године освојио исто толико титула у Серији А. Од 2014. је селектор репрезентације Италије.
Дана 4. априла 2016. именован је за менаџера лондонског Челсија. На клупи „плаваца“ се задржао две године. Дана 31. маја 2019. године, Конте је именован за новог тренера миланског Интера.

## Успеси

### Играчки

#### Клупски
Јувентус
- Серија А (5): 1994/95, 1996/97, 1997/98, 2001/02, 2002/03.
- Куп Италије (1): 1994/95.
- Суперкуп Италије (4): 1995, 1997, 2002, 2003.
- УЕФА Лига шампиона (1): 1995/96.
- Куп УЕФА (1): 1992/93.
- УЕФА суперкуп (1): 1996.
- Интертото куп (1): 1999.
- Интерконтинентални куп (1) 1996

#### Репрезентативни
Италија
- Европско првенство: 2000. (вицешампион)
- Светско првенство: 1994. (вицешампион)

### Тренерски
Бари
- Серија Б (1): 2008/09.

Сијена
- Серија Б: 2010/11. (другопласирани)

Јувентус
- Серија А (3): 2011/12, 2012/13, 2013/14.
- Суперкуп Италије (2): 2012, 2013.

Челси
- Премијер лига (1): 2016/17.
- ФА куп (1): 2017/18.

Интер
- Серија А (1): 2020/21.